# X-12 (Lokomotive)
X-12 war die Bezeichnung eines Projektes einer US-amerikanischen, nuklear angetriebenen Lokomotive in den 1950er Jahren.

## Geschichte
Die X-12, die vom Aussehen damaligen Diesellokomotiven geähnelt hätte, wurde Anfang der 1950er Jahre von einer Forschergruppe der Universität Utah unter Mitwirkung der fünf Eisenbahngesellschaften Southern Pacific, Union Pacific, Western Pacific, Denver & Rio Grande Western und New York Central, sowie neun Industrieunternehmen (darunter EMD, ComEd, Trane, Babcock & Wilcox, GE und Westinghouse) entworfen. Die Leitung oblag dem Professor der Physik Lyle Benjamin Borst, der zuvor Atomreaktoren für die Atomenergie-Kommission konstruiert hatte. Sie war eines von vielen Projekten zur zivilen Nutzung der Kernenergie zu Beginn des Atomzeitalters (siehe Atoms for Peace). Das Scheitern des Projekts noch vor Bau eines Prototyps wird auf die hohen Kosten zurückgeführt.

## Aufbau
Die X-12 sollte aus der eigentlichen Lokomotive und einem Kühltender bestehen, wobei die beiden Einheiten mit einem Jakobs-Drehgestell betrieblich nicht trennbar miteinander verbunden gewesen wären. Die Lokomotive hätte über zwölf Fahrmotoren verfügt, die in vier dreiachsigen Drehgestellen angeordnet gewesen wären. Die Drehgestelle wären paarweise mit einer Brücke zu sechsachsigen Einheiten mit der Achsfolge Co’Co’ verbunden gewesen. Die erste dieser Einheiten wäre unter dem vorderen Teil der Lokomotive angeordnet gewesen, während die zweite das Jakobs-Drehgestell unter Lokomotive und Kühltender gebildet hätte. Das andere Ende des Kühltenders hätte sich auf ein antriebsloses dreiachsiges Drehgestell gestützt.
In der Lokomotive hätte sich der Führerstand, der Kernreaktor, die Dampfturbine und die vier Gleichstromgeneratoren des Typs Basset befunden; im Tender wären das Kühlaggregat der Reaktorwasserkühlung untergebracht gewesen. Der Kernreaktor sollte einen Umfang von ca. 90 × 90 × 30 cm haben und aus rostfreiem Edelstahl bestehen. Er sollte von einem mit Wasser gefüllten Mantel umschlossen und von 10.000 bleistiftdünnen, selbiges Wasser enthaltenden Röhren durchzogen sein. Als Brennstoff waren 242 Liter einer wässrigen Uranylsulfatlösung (ca. 8 kg Uran-235) angedacht. Diese Lösung sollte während des Betriebs eine Temperatur von 230 °C erreichen, wobei ein Sieden durch einen vorherrschenden Druck von 15,7 Bar verhindert werden sollte. Das enthaltene Wasser wäre aufgrund der Strahlung einer ständigen Spaltung in Wasserstoff und Sauerstoff ausgesetzt gewesen, und zwar 10 % in dreizehn Minuten. Einer daraus resultierenden Wasserknappheit innerhalb der Lösung sollte entgegengewirkt werden, indem beide Gase in eine Wiedervereinigungskammer geleitet und dort unter Verwendung eines Katalysators wieder zu Wasser rekombiniert werden sollten. Jenes Wasser wiederum, das in Form von Wasserdampf durch den Mantel und die Röhren zur Dampfturbine gelangen und dort mithilfe eines Kondensators wieder kondensiert werden sollte, würde durch ein weiteres, das Kühlaggregat durchlaufendes Wassersystem abgekühlt werden, ehe es zurück zu dem Mantel und den Röhren geleitet würde. Die Strahlenabschirmung sollte mithilfe eines 3 × 4,5 × 4,5 m großen, 1,20 m dicken, aus diversen Metallschichten und einem neutronenhemmenden wasserstoffhaltigen Material wie Wasser, Paraffin oder Kunststoff gefertigten Blocks erfolgen.

## Daten
Die Durchschnittsleistung des Fahrzeugs sollte 7.200 PS betragen, mit der Möglichkeit einer kurzzeitigen Erhöhung auf bis zu 12.000 PS. Ein 5.000 t schwerer Zug sollte in 3:32 Minuten von 0 auf 100 km/h beschleunigt werden können, was ungefähr der Traktionsleistung von vier EMD F7 entsprochen hätte. Die Lokomotive selbst sollte bei einer Länge von 49 Metern mindestens 360 Tonnen wiegen. Der Uran-Verbrauch pro Jahr hätte etwa fünf Kilogramm betragen.

## Sicherheitsvorkehrungen
Neben dem Abschirmblock als primärer Sicherheitsvorrichtung sollten die Steuerstäbe, deren Zurückziehen aus der Uranylsulfatlösung die Kettenreaktion im Reaktor in Gang setzen sollte, mit Abscherbolzen oder Sollbruchstellen versehen sein. Ein Aufprall, der ein Fünftel der normalen Schwerkraft überstiegen hätte, hätte ein Abbrechen dieser im 60°-Winkel angebrachten Stäbe zur Folge gehabt, die dadurch in die Lösung zurückgefallen wären und die Kernspaltung unterbunden hätten.

## Schwierigkeiten
Die Uranylsulfatlösung hätte vermutlich drei bis sechs Mal jährlich wiederaufgearbeitet werden müssen, um den etwa 10%igen Verlust an Uran-235 auszugleichen und die angefallenen kettenreaktionshemmenden Kernspaltungsprodukte zu entfernen, was vermutlich jeweils zwei bis drei Tage in Anspruch genommen hätte. Die Wartung der (kontaminierten) Dampfturbine hätte ein zusätzliches Problem dargestellt. Eine Überholung des Reaktors selbst war nicht vorgesehen.